# 992年
| 千纪： | 1千纪                                                                                              |
| 世纪： | 9世纪 \| 10世纪 \| 11世纪                                                                          |
| 年代： | 960年代 \| 970年代 \| 980年代 \| 990年代 \| 1000年代 \| 1010年代 \| 1020年代                       |
| 年份： | 987年 \| 988年 \| 989年 \| 990年 \| 991年 \| 992年 \| 993年 \| 994年 \| 995年 \| 996年 \| 997年    |
| 纪年： | 壬辰年（龙年）；于阗天兴七年；契丹統和十年；北宋淳化三年；大理明統元年；越南兴统四年；日本正曆三年 |

## 大事记
- 波列斯瓦夫一世成為波蘭君主。
- 宋太宗徵終南山隱士种放，种放辭疾不赴。

## 出生
- 孫復，宋朝学者。
- 郑戬，北宋官员。
- 张昇 (宋朝)，北宋政治人物、词人。
- 藤原賴通，日本贵族。
- 高麗顯宗，高丽第八任国王。

## 逝世
- 北漢英武帝劉繼元。
- 孟玄珏，后蜀孟昶之子。
- 赵元僖，宋太宗之子。
- 赵普，宋朝宰相。
- 梅什科一世，波兰公爵。
- 獻貞王后，高麗顯宗之母。